# 李燦 (詩人)
李燦（1910年1月15日—1974年1月14日），朝鮮詩人，曾為金日成讚歌《金日成將軍之歌》填詞。曾取日本名青葉薰。

## 經歷
生於咸鏡南道北青郡，曾在京城第二高等普通學校讀書，後在景福高等學校畢業。後在日本立教大學和早稻田大学讀書，遇上林和，加入社會主義文學運動。
1931年冬至結成朝鮮世界語藝術家同盟，並作為中央委員活動。1932年被檢舉入獄2年，出獄後發表《待望》、《焚香》、《望洋》等詩集，表達知識份子的虚無和苦惱。
在太平洋戰爭期間，他發表親日詩集。在1944年他在《每日申報》發表送出陣學徒等詩歌，也創作親日社會主義系的戲曲作品。
朝鮮獨立後，他前往京城参加朝鮮文学家同盟，後越北受咸鏡南道惠山市人民委員會副委員長推薦活動，在朝鮮民主主義人民共和國成立時創作政治的傾向強的詩歌。
他最有名的是於1946年為金日成的讚歌《金日成將軍之歌》填詞，朝鮮民主主義人民共和国非常重視這首塑造領袖形像的讚歌，把他評為革命詩人。後歷任朝蘇文化協会副委員長、文化宣傳部群衆文化局長、朝鮮文学藝術總同盟中央委員會副委員長。他死後安葬於平壤的愛國烈士陵園。
李燦在日本統治末期曾發表親日作品，因此在2008年大韩民国民間團體民族問題研究所發表的親日人名辭典文學部門登錄了他。